# Badia d'Hiroshima
La Badia d'Hiroshima (en kanji: 広 島 湾, en hiragana: ひ ろ し ま わ ん, en romaji: Hiroshima-wan) és una badia del Japó banyada pel Mar Interior de Seto, que abasta 946m² i arriba a una profunditat màxima de 25 metres.

## Geografia
La badia es troba a l'illa de Honshū, la més gran de tot l'arxipèlag japonès i dins d'aquesta illa, forma part de la regió de Chūgoku. De forma molt irregular i amb diverses illes al seu interior, està envoltada gairebé per la seva totalitat per la prefectura d'Hiroshima llevat de la part sud-oest, que forma part de la prefectura de Yamaguchi. Les aigües que li van donar forma i entren fins al punt més interior, que és Hiroshima captital, són les de la Mar Interior de Seto, un dels mars interiors més grans del món, que va des d'Osaka fins Fukuoka.

### Illes
Les principals illes banyades pel mar de Seto dins de la badia d'Hiroshima són les següents:
- Illa d'Atata.
- Illa d'Itsukushima.
- Illa de Kabuto.
- Illa de Kanawa.
- Illa de Kurahashi, que és la que delimita la badia per la seva banda est.
- Illa de Nomi.
- Illa d'Okurokami.

Rius
Els principals rius que desemboquen a la badia són, pel nord, el riu Ōta després de creuar el centre d'Hiroshima capital, pel nord-oest el riu Yawata, que també creua la mateixa ciutat i pel sud-est el riu Nishiki, que creua i divideix la ciutat Iwakuni, delimitant pel sud la badia.

## Economia

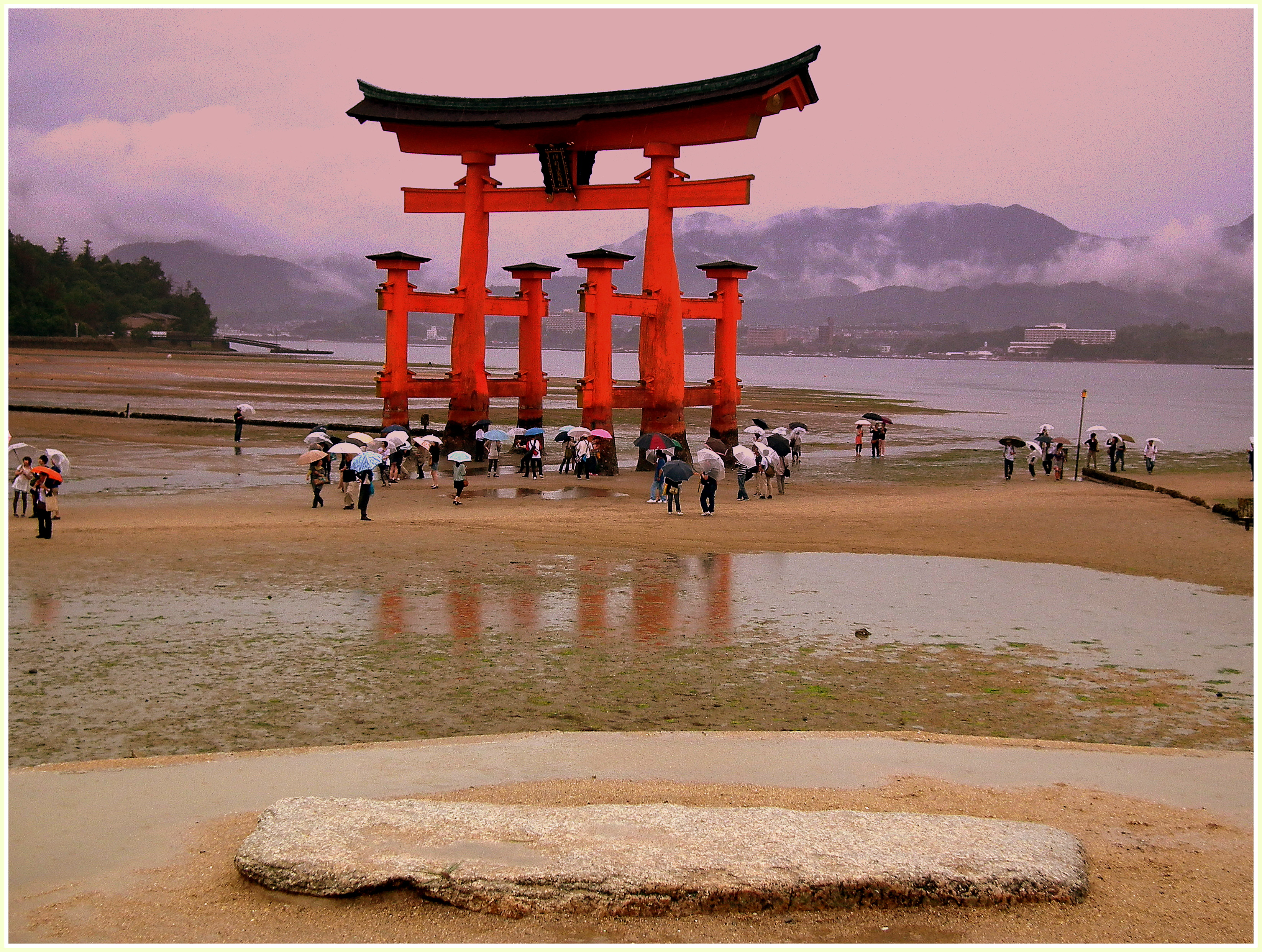
La força de la marea de la badia d'Hiroshima, deixant al descobert el sòl d'O-torii.

Les principals activitats econòmiques centrades dins a la badia d'Hiroshima, destaca la gran rellevància econòmica i cultural per a la regió que suposa l'ostreïcultura, sent un dels principals reclams gastronòmics de la zona juntament amb l'okonomiyaki. Amb més de 400 anys d'història i gràcies a unes aigües que poques vegades baixen dels 10º, afavorint així el seu cultiu, les ostres d'Hiroshima van anar guanyant una gran reputació a tot el país, sobretot, a partir del Període Edo quan es va començar a exportar més quantitats a la resta de prefectures del Japó. Durant els primers segles, a la badia es va emprar la tècnica de cria tradicional mitjançant pals i canyes de bambú, pràctica que ha anat minvant fins a quasi desaparèixer a finals del segle xix en aquesta zona en concret, canviant l'ancestral tècnica pel cultiu mitjançant grans plataformes de 10 metres per 20 metres cadascuna, unides entre si per cordes formant grans grups en les zones més propícies de la badia, especialment, rodejant totes les illes.
El negoci de la ostricultura a la badia d'Hiroshima, representa un volum entre 25.000 fins 30.000 tones d'ostres a l'any esdevenint la principal zona de cultiu d'ostres de tot el país en produir fins a un 80% del total a més d'exportar-les a d'altres països.
Un altre punt important de l'economia de la badia, és la presència d'un dels principals actius turístics del país com és l'Illa d'Itsukushima, que tot i la poca grandària de la mateixa, concentra una gran quantitat de temples budistes i xintoistes de gran rellevància arquitectònica, històrica i religiosa, destacant especialment el Santuari Itsukushima, declarat com a Patrimoni de la Humanitat l'any 1996. El su gran torii d'estil Ryōbu, conegut com a O-torii, té la particularitat que està construït en una zona de la badia poc profunda i, gràcies a la marees molt pronunciades en aquesta zona, fan que les aigües del mar de Seto es retirin més de 300 metres, deixant a la vista la terra des del Santuari xintoista fins a més enllà del O-torii, quan normalment està rodejat pel les aigües de Seto.

## Ecologia

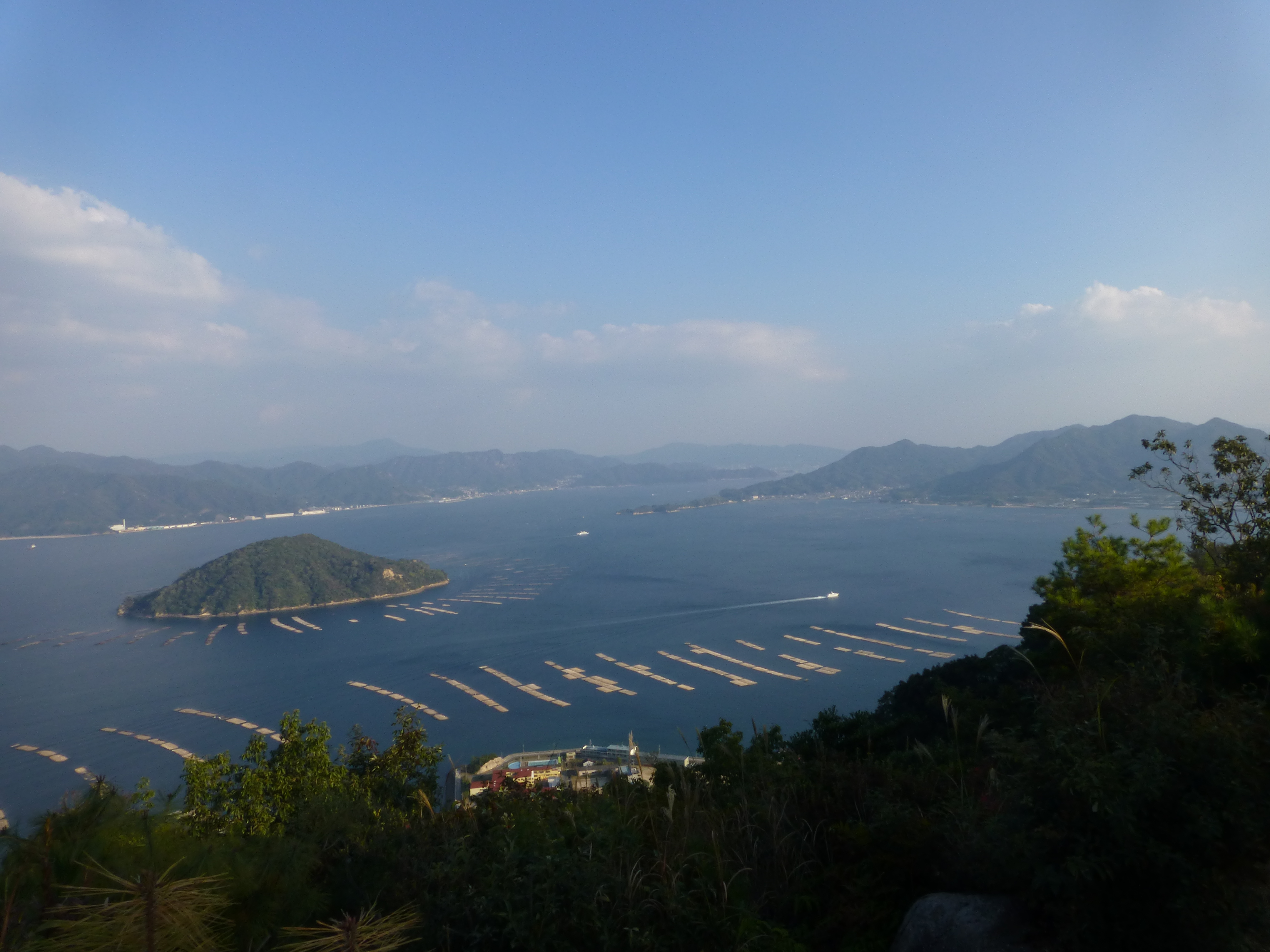
Plataformes d'ostreïcultura a la badia d'Hiroshima.

La temperatura de l'aigua a la badia oscil·la, en funció de l'època de l'any, el mercuri pot caure fins als 10º a l'hivern, molt poques vegades arribant a valors inferiors, i els 25º en èpoques estivals.
S'han pogut observar episodis d'eutrofització per una abundància anormalment alta de nutrients i casos de marees vermelles, propiciant l'aparició de les chatonella marina que han arribat a causar esdeveniments de morts massives de peixos, influint-hi tant aspectes meteorològics com humans per l'explotació intensiva del mar en aquesta zona.
La major part d'espècies marines que es troben a la badia, són el Paralichthys olivaceus, el fugu, trichodon trichodon, pagrus major i spondyliosoma cantharus, aquest últim, gairebé va arribar a desaparèixer en la dècada dels 80 fruit de la pesca intensiva i episodis de marees vermelles abans esmentats, però gràcies a programes de reintroducció i protecció, vint anys després, es va poder restablir el nombre d'espècimens.

## Transport

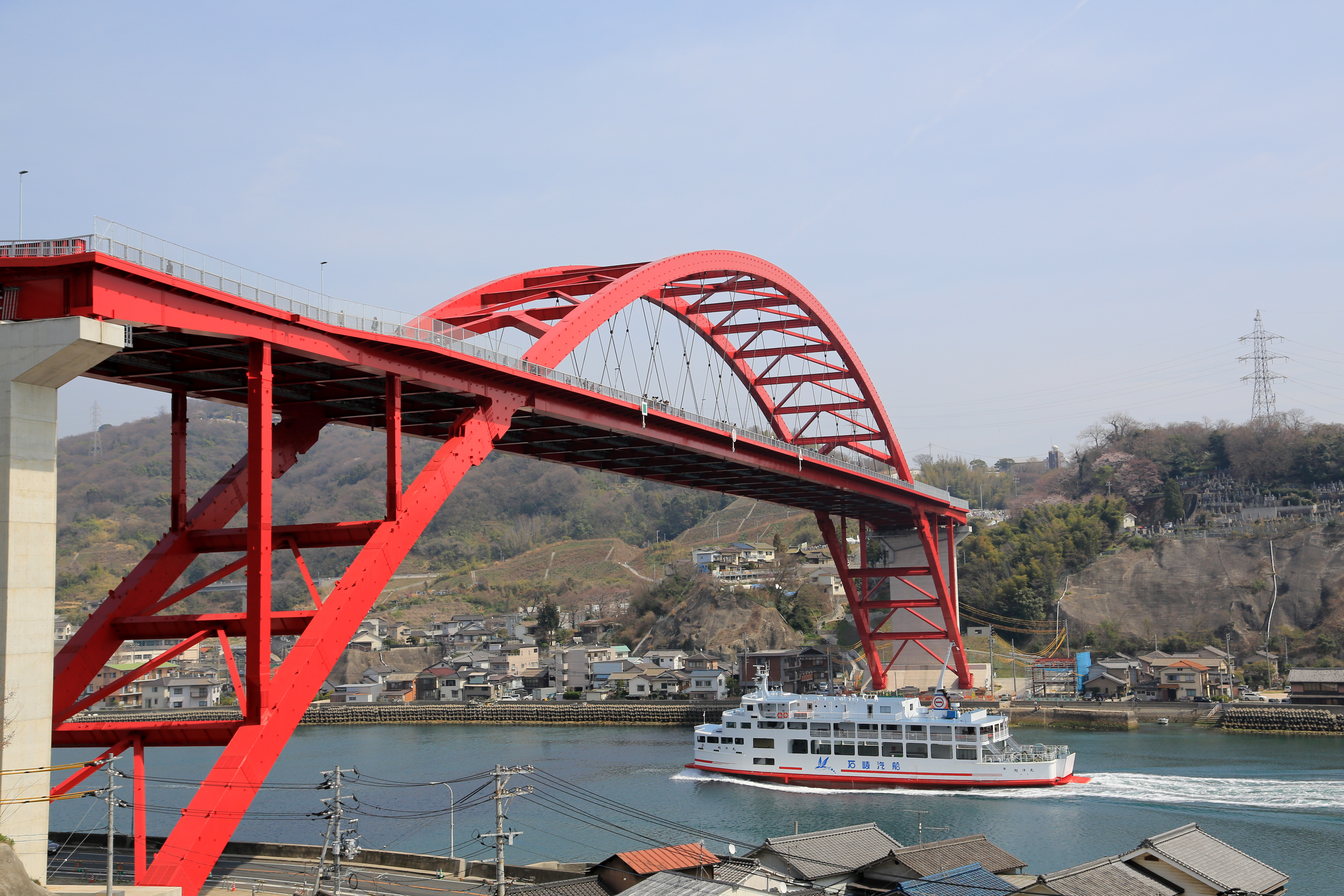
Un creuer passant per sota el Pont Ondo.

### Transport marítim
Des dels inicis, la principal activitat econòmica de la badia va girar al voltant de la mar, ja sent per la pesca o l'ostreïcultura, començant a sorgir cada vegada més ports a mesura que l'activitat econòmica anava creixent, i per tant, pujant l'activitat marítima a la zona. Amb l'arribada de l'automoció, els transbordadors van guanyar pas per connectar els ciutadans amb les diferents illes. Al XIX i XX va tenir una marcada i important activitat marítima militar, amb el Districte Naval de Kure instaurat a la riba nord-est, servint de punt d'abastament i construcció de naus per a l'Exèrcit Imperial Japonès durant la Segona Guerra Mundial, lloc que va ser bombardejat i, després de perdre la guerra, va ser parcialment desmantellat, convertint-se finalment en un petit punt de guàrdia de les Forces d'Autodefensa del Japó. A finals del segle XX i principis del segle xxi, el sector del turisme va sorgir amb força esdevenint una altra de les grans activitats econòmiques de la badia juntament amb la ostreïcultura, fent augmentar el nombre de creuers, així com de naus fent rutes per unir les diferents illes. El port més gran de la badia més important per volum de negoci i tràfic és el port d'Hiroshima, seguit pel port de Kure, el port d'Iwakuni i finalment, el port de Miyajima.

### Transport terrestre
El transport terrestre per les illes de la badia només va ser possible mitjançant transbordadors fins a principis dels anys 60, quan la Corporació Pública d'Autopistes del Japó va començar a unir l'illa principal de Honshū amb les principals illes dins de la badia mitjançant la carretera nacional 487 i instaurant un sistema de peatges per poder creuar. En una primera instància, es va unir l'illa de Kurahashi, que és la més propera a la costa, mitjançant el pont Ondo de 173 metres de longitud inaugurat l'any 1961 i en anys següents, es va ampliar aquesta connexió creant un segon pont Ondo a pocs metres i una plataforma per a només vianants. En una segona instància, l'any 1973, es va inaugurar el pont Hayase amb una longitud total de 623 metres i que va unir el centre de l'illa de Kurahashi amb el sud de l'illa de Nomi, podent finalment i mitjançant la ruta 487, anar des de la ciutat portuària de Kure fins a les dues illes més grans de tota la badia.